# ثومية (فصيلة)
الفصيلة الثومية فصيلة نباتية من أحاديات الفلقة تضم بعض النباتات المهمة مثل البصل والثوم. كانت نباتات هذه الفصيلة تصنف ضمن الفصيلة الزنبقية حتى عهد قريب، وهذه الفصيلة لا تحظى بإجماع علماء النبات بعد.